# Rúben Gouveia
Rúben Sílvio Lino Gouveia (Lisbona, 13 marzo 1985) è un calciatore portoghese naturalizzato angolano, centrocampista dell'Alta de Lisboa.

## Statistiche

### Cronologia presenze e reti in nazionale
| Cronologia completa delle presenze e delle reti in nazionale ― Angola | Cronologia completa delle presenze e delle reti in nazionale ― Angola | Cronologia completa delle presenze e delle reti in nazionale ― Angola | Cronologia completa delle presenze e delle reti in nazionale ― Angola | Cronologia completa delle presenze e delle reti in nazionale ― Angola | Cronologia completa delle presenze e delle reti in nazionale ― Angola | Cronologia completa delle presenze e delle reti in nazionale ― Angola | Cronologia completa delle presenze e delle reti in nazionale ― Angola |
| Data                                                                  | Città                                                                 | In casa                                                               | Risultato                                                             | Ospiti                                                                | Competizione                                                          | Reti                                                                  | Note                                                                  |
| --------------------------------------------------------------------- | --------------------------------------------------------------------- | --------------------------------------------------------------------- | --------------------------------------------------------------------- | --------------------------------------------------------------------- | --------------------------------------------------------------------- | --------------------------------------------------------------------- | --------------------------------------------------------------------- |
| 28-5-2014                                                             | Faro                                                                  | Angola                                                                | 2 – 0                                                                 | Marocco                                                               | Amichevole                                                            | -                                                                     | 90+2’                                                                 |
| 30-5-2014                                                             | Hartberg                                                              | Iran                                                                  | 1 – 1                                                                 | Angola                                                                | Amichevole                                                            | -                                                                     | 45+1’ 60’                                                             |
| 3-8-2014                                                              | Luanda                                                                | Angola                                                                | 1 – 0                                                                 | Etiopia                                                               | Amichevole                                                            | -                                                                     | 45+1’                                                                 |
| 13-8-2014                                                             | Luanda                                                                | Angola                                                                | 0 – 0                                                                 | Botswana                                                              | Amichevole                                                            | -                                                                     | 45+1’                                                                 |
| 10-9-2014                                                             | Luanda                                                                | Angola                                                                | 0 – 3                                                                 | Burkina Faso                                                          | Qual. Coppa d'Africa 2015                                             | -                                                                     | 45+1’                                                                 |
| 10-10-2014                                                            | Maseru                                                                | Lesotho                                                               | 0 – 0                                                                 | Angola                                                                | Qual. Coppa d'Africa 2015                                             | -                                                                     | 90+2’                                                                 |
| 15-10-2014                                                            | Luanda                                                                | Angola                                                                | 4 – 0                                                                 | Lesotho                                                               | Qual. Coppa d'Africa 2015                                             | -                                                                     | 74’                                                                   |
| Totale                                                                |                                                                       | Presenze                                                              | 7                                                                     |                                                                       | Reti                                                                  | 0                                                                     |                                                                       |

## Palmarès

### Club

#### Competizioni nazionali
- Campionato angolano: 1

Recreativo do Libolo: 2012